# Лаура Рейніля
Лаура Рейніля (фін. Laura Reinilä; нар. 1950, Йоенсуу, Північна Карелія, Фінляндія) — фінська дипломатка. Четвертий Надзвичайний і Повноважний Посол Фінляндії в Україні після відновлення незалежності у 2003—2007 роках. Посол у Тунісі у 2007—2010 роках.

## Біографія
Лаура Рейніля народилась 1950 року у фінському місті Йоенсуу у Північній Карелії. Закінчила Гельсінський університет, магістр політичних наук; Паризьку національну школу управління.
Дипломатична кар'єра:
- З 1984 року по 1988 рік — Місія Фінляндії при Організації з економічного розвитку, Париж;
- З 1988 року по 1990 рік — перший секретар Посольства Фінляндії в Російській Федерації;
- З 1990 року по 1993 рік — радник політичного відділу Міністерства закордонних справ Фінляндії;
- З 1993 року по 1997 рік — радник, заступник глави місії Посольства Фінляндії в Австралії;
- З 1997 року по 1999 рік — Посол, заступник начальника служби протоколу Міністерства закордонних справ Фінляндії;
- З 1999 року по 2003 рік — Посол з врегулювання цивільних криз у МЗС Фінляндії.
- З 2003 року по 2007 рік — Надзвичайний і Повноважний Посол Фінляндії в Україні.
- З 2007 року по 2010 рік — Надзвичайний і Повноважний Посол Фінляндії у Тунісі.